# Primal Scream (sång)
"Primal Scream" är en sång från 1991 av det amerikanska hårdrock / glam metalbandet Mötley Crüe. Den skrevs av Vince Neil, Mick Mars, Nikki Sixx och Tommy Lee.
Den finns med på samlingsalbumet Decade of Decadence, och släpptes även som singel. Den nådde en sextiotredje (#63) placering på Billboard Hot 100, en tjugoförsta (#21) placering på Mainstream Rock-listan och en trettioandra (#32) placering på den brittiska singellistan.

## Medverkande
- Vince Neil - sång
- Mick Mars - gitarr
- Nikki Sixx - bas
- Tommy Lee - trummor